# 旧金山反口罩联盟

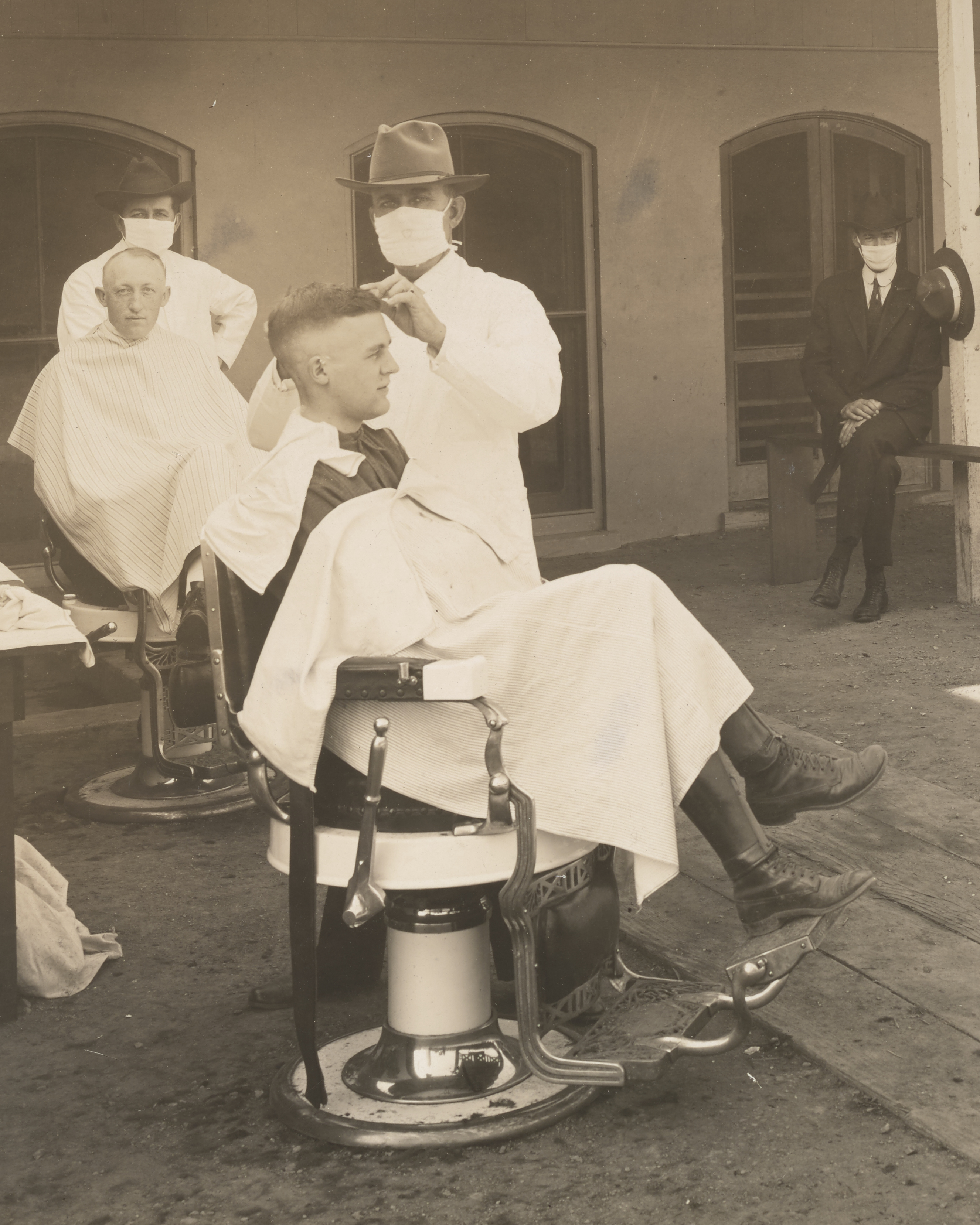
大流行期间加利福尼亚州戴着口罩的理发师

反口罩联盟是加利福尼亚州旧金山成立的一个组织，其目的是为了抗议一项要求该市居民在1918年流感大流行期间戴口罩的法令。该组织抗议的法令持续了不到一个月就被废除。由于联盟存在的时间很短，其确切成员数量难以确定；据联盟自身估计，1919年1月抗议第二项法令的集会中约有4,500名市民参加。

## 背景
1918年秋季，旧金山开始出现1918年流感病例。第一例记录在案的病例发生在9月下旬；截至10月中旬，该市有2000多例病例（约每10万人中有400例）。该市卫生委员会制定了各种措施来遏制这种疾病，例如禁止集会、关闭学校和剧院，并警告市民避免人群聚集。服务业的员工（包括理发师、酒店和宿舍员工、银行出纳员、药剂师、店员）被强制要求戴口罩。10月25日，旧金山市通过了一项法令，要求该市的每位市民在公共场所或两人及两人以上的团体中都必须戴口罩，用餐时间除外。
口罩法令最初的遵守率很高，估计有80%的人在公共场所戴口罩。红十字会在轮渡码头为入境乘客出售口罩。任何未戴口罩或佩戴不当的人都将被指控扰乱治安，受到警告，随后的违规行为将被罚款或监禁。市卫生官员和市长都因在拳击比赛中未戴口罩而被罚款。
口罩法令于1918年11月21日废止；不过，当流感病例再次开始增加时，旧金山市于1919年1月17日推出了一项要求戴口罩的新法令。

## 联盟组建
尽管在市民们在戴口罩的最初阶段也有一些抱怨，但1919年的新法令激起了更严重的反对，反口罩联盟应运而生。联盟成员包括医生、市民、公民自由意志主义者以及参事委员会的至少一名成员。估计有4,500名市民参加了1月25日的会议。联盟的一些成员希望在请愿书上收集签名，以终止口罩要求，而另一些人则希望启动市卫生官员的罢免程序。反口罩联盟的成员还呼吁旧金山市长詹姆斯·罗尔夫如果不废除该法令的话就辞职。联盟主席、妇女参政主义者、律师和劳工权利活动家艾玛·玛丽亚·哈灵顿对市长提出了激烈的批评，有人则认为反口罩联盟的抗议活动是出于政治动机。辩论非常激烈。一些人对该法令的反对是基于对科学数据的质疑，而另一些人则认为该要求侵犯了公民自由。
除了反口罩联盟的抱怨外，其他城市的一些卫生官员也认为口罩没有必要。旧金山市卫生官员批评该州卫生委员会秘书质疑口罩的功效，称“该州委员会的态度鼓励了反口罩联盟”。
1月27日，反口罩联盟向该市参事委员会提交了一份由主席哈灵顿女士签署的请愿书，要求废除口罩法令。世界各地的报纸都关注了这个抗议组织。根据卫生委员会的建议，旧金山于1919年2月1日起取消了口罩要求。

## 历史分析和比较
1919年的一项研究得出结论，口罩强制令对疫情没有任何影响，同时观察到其无效的一个可能原因是口罩在户外佩戴，而不是在聚会时佩戴的，而聚会时的传播条件最强。研究还指出，大多数口罩都是由不合格的材料制成的。然而根据2020年一些医学历史学家的说法，旧金山流感死亡人数的下降可以部分归因于强制戴口罩的政策。
在美国COVID-19大流行期间，反对戴口罩和反封锁抗议活动导致人们将其与当年的反口罩联盟进行比较。